# Marcelino Bernal
Marcelino Bernal Pérez (Tepic, 1962. május 27. – ) mexikói válogatott labdarúgó. 

## Pályafutása

### Klubcsapatban
Tepicben született. 1983 és 1987 között a Cruz Azulban játszott. 1987 és 1991 között a Club Puebla játékosa volt, melynek tagjaként mexikói bajnoki címet szerzett, illetve megnyerte a kupát és a szuperkupát. 1991-től 1997-ig a Deportivo Toluca együttesében szerepelt. Az 1997 és 1998 között a CF Monterrey, 1999 és 2000 között a CF Pachuca játékosa volt. 2001-ben az UNAM Pumas csapatában fejezte be a pályafutását. 

### A válogatottban
1988 és 1998 között 65 alkalommal szerepelt az mexikói válogatottban és 5 gólt szerzett. Részt vett az 1995-ös konföderációs kupán és az 1995-ös Copa Américán, illetve az 1994-es és az 1998-as világbajnokságon, ahol a válogatott csapatkapitánya volt. 

## Sikerei, díjai
CF Monterrey
- Mexikói bajnok (1): 1989–90
- Mexikói kupagyőztes (2): 1987–88, 1989–90
- Mexikói szuperkupagyőztes (1): 1990

Pachuca
- Mexikói bajnok (1): 1999

Mexikó
- Konföderációs kupa bronzérmes (1): 1995